# Anachis lilianae
Anachis lilianae is een slakkensoort uit de familie van de Columbellidae. De wetenschappelijke naam van de soort is voor het eerst geldig gepubliceerd in 1978 door Whitney.